# العلاقات بين وادي السند وبلاد ما بين النهرين

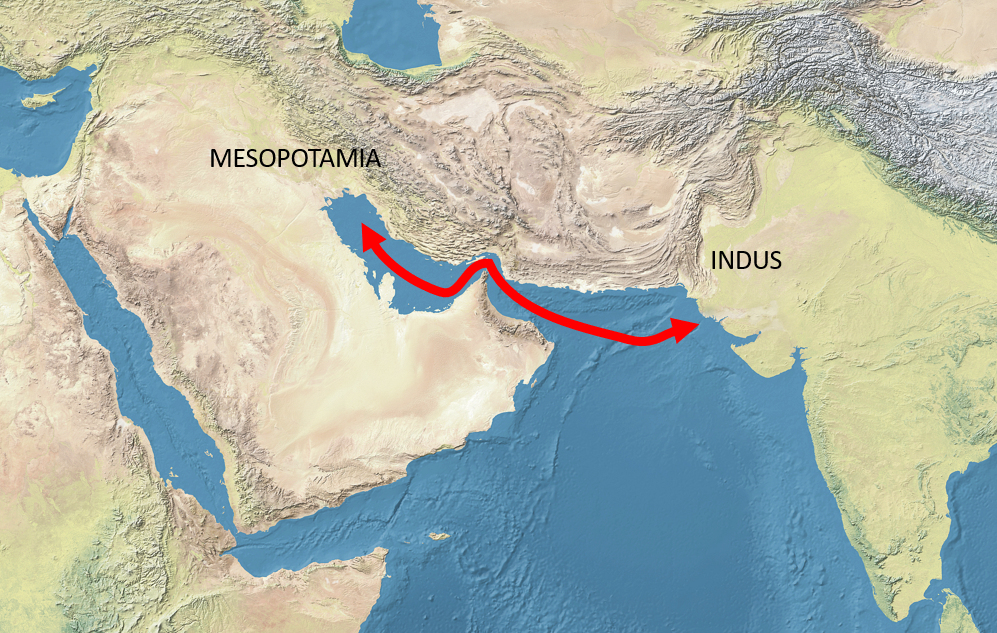
طرق التجارة بين حضارات بلاد ما بين النهرين ووادي السند

يُعتقد أن العلاقات بين وادي السند وبلاد ما بين النهرين قد تطورت خلال النصف الثاني من الألفية الثالثة قبل الميلاد، وتوقفت مع انقراض حضارة وادي السند حوالي عام 1900 قبل الميلاد. كانت بلاد ما بين النهرين وسيطًا في تجارة اللازورد بين جنوب آسيا ومصر منذ حوالي 3200 قبل الميلاد على الأقل.

## التوسع خلال العصر الحجري الحديث (9000-6500 قبل الميلاد)
يبدو أن الفترة الأولى من الاتصالات غير المباشرة حدثت نتيجة الثورة الزراعية وانتشار الزراعة بعد 9000 قبل الميلاد. يُعتقد أن الزراعة ما قبل التاريخ في جنوب آسيا قد جمعت بين الموارد المحلية كالماشية المحدبة مثلًا (الماشية الهندية أو الزيبو)، والموارد الزراعية من الشرق الأدنى، ما شكّل الخطوة للتطورات في الألفية الثامنة إلى السابعة قبل الميلاد، إذ أُضيفَت إليها لاحقًا موارد من إفريقيا وشرق آسيا. مهرغاره هي واحدة من أقدم المواقع التي ظهرت فيها أدلة على الزراعة والرعي في جنوب آسيا، كالقمح، والماعز، والأغنام، والماشية مثلًا. تتطابق البيوت المستطيلة والتماثيل النسائية في مهرغاره مع تلك الموجودة في الشرق الأدنى.
إن الأصل الشرقي الأدنى للزراعة في جنوب آسيا مقبول بشكل عام، وقد شكّل المبدأ الافتراضي الذي اُعتمَد عليه في علم الآثار لعقود من الزمن، ولكن يدافع غريغوري بوسيل عن نموذج أكثر دقة، ربما حدث التدجين المبكر للأنواع النباتية والحيوانية في منطقة واسعة على البحر الأبيض المتوسط ثمّ إلى نهر السند، وانتشرت التكنولوجيا والأفكار الجديدة بسرعة ممتدّةً على نطاق واسع. يكمن الاعتراض الرئيسي على هذا النموذج في حقيقة أن القمح البري لم يُعثَر عليه مطلقًا في جنوب آسيا، ما يشير إلى أنه قد دُجِّن لأول مرة في الشرق الأدنى من الأنواع البرية المحلية المعروفة ثم جُلِب إلى جنوب آسيا، أو كانت أنواع القمح البري هذه موجودة في الماضي في جنوب آسيا، ولكنها انقرضت بطريقة ما دون ترك أي أثر.
يجادل جان فرانسوا جاريغ حول الأصل المستقل لمهرغاره. يشير جاريغ إلى الافتراض القائل بأن الاقتصاد الزراعي قد جُلِب بشكل كامل من الشرق الأدنى إلى جنوب آسيا، وإلى أوجه التشابه بين مواقع العصر الحجري الحديث من شرق بلاد ما بين النهرين وغرب وادي السند، ما يدل على استمرارية ثقافية بين تلك المواقع. ولكن يرى جاريغ أن مهرغاره تمتلك خلفية محلية سابقة، إذ تدل أصالتها أنها لم تكن في معزل عن تطور ثقافة العصر الحجري الحديث في الشرق الأدنى.

## العلاقات البرية والبحرية
ارتفعت مستويات سطح البحر حوالي 100 متر على مدار الخمسة عشر ألف عام الماضية حتى العصر الحديث، ما أدى إلى انحسار الخطوط الساحلية بشكل كبير. هذا هو الحال بشكل خاص في حالة الخطوط الساحلية لنهر السند وبلاد ما بين النهرين، والتي كانت مفصولة عن بعضها بمسافة 1000 كيلومتر، بينما تبلغ المسافة اليوم حوالي 2000 كيلومتر. كان الوضع السابق أفضل بكثير بالنسبة لأسلاف السومريين، إذ كانت المسافة بين سواحل منطقة بلاد ما بين النهرين ومنطقة السند أقصر بكثير مما هي عليه اليوم. يبلغ عمق الخليج الفارسي الآن حوالي 30 مترًا فقط، كان من الممكن أن يكون جافًا جزئيًا على الأقل، وشكّل امتدادًا لحوض بلاد ما بين النهرين.
تقع مدينة هارابان في أقصى الغرب على ساحل مكران في سوتكاغان دور، بالقرب من طرف شبه الجزيرة العربية، وتعتبر محطة تجارية بحرية قديمة بين الهند والخليج الفارسي.
عُرفت السفن البحرية في منطقة السند، كما يتضح من المخطوطات التي تظهر السفن مع الطيور المكتشفة على الأرض (ديشا كاكا)، والتي يعود تاريخها إلى 2500-1750 قبل الميلاد. عندما يضيع قارب في البحر، يطلق البحارة الطيور التي تعرف طريقها إلى اليابسة، وبالتالي تُظهر للقوارب طريقها إلى بر الأمان. تعتبر مخطوطات الطوابع مميزة لمنطقة السند والخليج الفارسي، وتظهر صور لسفن كبيرة، وتقاليد مختلفة في بناء السفن. يظهر سرجون الأكادي (حوالي 2334 - 2284 قبل الميلاد) في أحد نقوشه سفنًا من ملوحة وماغان ودلمون على أرصفة أكاد.

## التبادل التجاري والثقافي
تشير العديد من الاكتشافات الأثرية إلى أن التجارة البحرية على طول شواطئ إفريقيا وآسيا بدأت منذ عدة آلاف من السنين. عُثِر على فخار من منطقة وادي السند ومخطوطات على طول الطرق البحرية بين نهر السند وبلاد ما بين النهرين، وفي رأس الجنز على أطراف شبه الجزيرة العربية.

### موارد السند إلى بلاد ما بين النهرين
عُثِر على رؤوس القرنفل، التي يُعتقد أنها نشأت من جزر الملوك في منطقة جنوب شرق آسيا البحرية في موقع أثري في ترقا يعود إلى الألفية الثانية قبل الميلاد. يمكن العثور على أدلة تثبت وجود واردات من نهر السند إلى موقع أور من حوالي 2350 قبل الميلاد. عُثِر على أشياء مصنوعة من أنواع الصدف المميزة لساحل السند (تروبيلنيلا بايروم، وفاسيولاريا ترابينيلا) في مواقع أثرية تابعة لبلاد ما بين النهرين يعود تاريخها إلى حوالي 2500-2000 قبل الميلاد. عُثِر أيضًا على خرز مصنوع من العقيق الأحمر من نهر السند في مقابر أور التي يعود تاريخها إلى 2600-2450، من المحتمل أن تكون حبات العقيق المحفورة باللون الأبيض قد اُستوردَت من وادي السند، وصُنعَت وفقًا لتقنية النقش الحمضي التي طورها سكان هارابا. جُلِب اللازورد بكميات كبيرة إلى مصر، وقد استخدم بالفعل في العديد من مقابر حقبة نقادة الثاني (حوالي 3200 قبل الميلاد). ربما أُنتِج اللازورد في شمال أفغانستان، إذ لا توجد مصادر أخرى معروفة، وكان لا بد من نقله عبر الهضبة الإيرانية إلى بلاد ما بين النهرين ثم إلى مصر.
عُثِر أيضًا على العديد من مخطوطات السيل المميزة لحضارة وادي السند في بلاد ما بين النهرين، لا سيما في أور وبابل وكيش. ربما استوردَت جواميس الماء التي تظهر على المخطوطات الأسطوانية الأكادية التي تعود إلى حقبة ملك أكاد نارام سين (حوالي 2250 قبل الميلاد) إلى بلاد ما بين النهرين من نهر السند، بسبب العلاقات التجارية.
تذكر سجلات الإمبراطورية الأكادية أن الأخشاب والعقيق والعاج اُستوردَت من ملوحه عن طريق السفن الملوحية، يُطلق سكان بلاد ما بين النهرين اسم ملوحا على وادي وادي السند.
بحسب السجلات استورد كوديا حاكم لجش بعد انهيار الإمبراطورية الأكادية عقيق شبه شفاف من ملوحه. تشير النقوش المختلفة أيضًا إلى وجود تجار ومترجمين من ملوحة في بلاد ما بين النهرين. عُثِر على حوالي عشرين مخطوطة في مواقع الأكاديين وسلالة أور الثالثة لها صلات مع هابارا، وغالبًا ما تستخدم الرموز الهابارية.